# مکنزی (آلاباما)
مکنزی (به انگلیسی: McKenzie) شهری در شهرستان باتلر ایالت آلاباما است که مساحت آن ۹٫۶۹ کیلومتر مربع است و در سرشماری سال ۲۰۱۰ میلادی، ۵۳۰ نفر جمعیت داشته و تراکم جمعیتی آن، ۵۴٫۷ نفر در هر کیلومتر مربع بوده است.